# Phyllopsora santensis
Phyllopsora santensis är en lavart som först beskrevs av Edward Tuckerman, och fick sitt nu gällande namn av Swinscow & Krog. Phyllopsora santensis ingår i släktet Phyllopsora och familjen Ramalinaceae.   Inga underarter finns listade i Catalogue of Life.